# Piper ronaldii
Piper ronaldii är en pepparväxtart som beskrevs av J.A. Steyermark. Piper ronaldii ingår i släktet Piper och familjen pepparväxter. Inga underarter finns listade i Catalogue of Life.